# Elecciones estatales de Sabah de 1971
Las elecciones estatales de Sabah de 1971 estaban destinadas a realizarse en octubre del mencionado año con el objetivo de renovar los 32 escaños de la Asamblea Legislativa Estatal para el período 1971-1976. Fueron convocadas poco después de que se restauraran los poderes legislativos en el país tras el Incidente del 13 de mayo de 1969. Sin embargo, como la oposición boicoteó los comicios, la Alianza de Sabah, compuesta por la Organización Nacional Unida de Sabah (USNO) y la Asociación China de Sabah (SCA), ganó todos los escaños sin oposición, por lo que la elección en sí se canceló el día de la nominación.
Hasta la actualidad, aunque las victorias sin oposición son algo generalizado en los procesos electorales malasios (en 2013 se daría la única elección en la que todos los escaños parlamentarios y estatales fueron disputados), esta es la única ocasión en cualquier proceso eleccionario del país después de la independencia en la que toda la votación en sí misma fue cancelada por no disputarse ningún escaño. Con todo el legislativo estatal a su favor, Mustapha Harun fue reelegido para un segundo mandato.